# Тодоровци (Црнa Травa)
На косама Плане, северно од варошице Црне Траве, леже насеља која чине село Тодоровци:
- Тодоровци ( 20к),

- Шаровићеве (9к),

- Ивићеве (6к),

- Пејине (5к) и

- Поповићеви (12к).

## Порекло становништва
Поповићевчани и Тодоровчани воде порекло од два брата, од којих је један био поп, а други се звао Тодор. Досељеници су из Кратова. Шаровићевчани и Ивићевчани су од суседне Самчекинске махале. Пејинчани су потомци Пеје који је дошао из суседног Струмићева.
Ужа Црна Трава је колевка не само граћевинара, него и револуционара. Овај центар је вековима ширио културу не само у планинском него и у другим крајевима. У црквеном летопису помињу се имена црнотравскнх хероја, који су на Чегру поред Синђелића пали. Међу њима и Јова Белкић. По истом летопису, 1454. године, у одбрани деспотовине под командом војводе Николе Скобаљића учествовали су и Црнотравци. 1878. годнке, у четама Колета Рашића и пуковника Јована Поповића, помињу се имена Црнотраваца: Милентија Стојановића (Поповића), све штеника Стевана Поповића. Тозе Ђокића, Станка Ивића, Радојила Ракића и др.
У Првом светском рату положило је животе 172 Црнотраваца, а са солунског фронта вратило се 140 јунака са највеђим ратним признањима.